# The Fragile
The Fragile – trzeci album studyjny amerykańskiego zespołu industrialnego Nine Inch Nails, wydany 21 września 1999 roku przez Interscope Records. Został wyprodukowany przez frontmana grupy Trenta Reznora oraz Alana Mouldera i jest poniekąd kontynuacją wydanego w 1994 roku The Downward Spiral. The Fragile, które zostało wydane na dwóch płytach CD, listą utworów różni się od wydań winylowego i kasetowego. Album promowały cztery single – "The Day the World Went Away", "We're in This Together", "Into the Void" i "Starfuckers, Inc.". W 2000 roku wydano Things Falling Apart – album zawierający remiksy z The Fragile.

## Lista utworów
Wydanie CD
Left
1. "Somewhat Damaged" – 04:31
2. "The Day the World Went Away" – 04:33
3. "The Frail" – 01:54
4. "The Wretched" – 05:25
5. "We're in This Together" – 07:16
6. "The Fragile" – 04:35
7. "Just Like You Imagined" – 03:49
8. "Even Deeper" – 05:47
9. "Pilgrimage" – 03:31
10. "No, You Don't" – 03:35
11. "La Mer" – 04:37
12. "The Great Below" – 05:17

Right
1. "The Way Out is Through" – 04:17
2. "Into the Void" – 04:49
3. "Where is Everybody?" – 05:40
4. "The Mark Has Been Made" – 05:15
5. "Please" – 06:19
6. "Starfuckers, Inc." – 05:00
7. "Complication" – 02:30
8. "I'm Looking Forward to Joining You, Finally" – 04:13
9. "The Big Come Down" – 04:12
10. "Underneath It All" – 02:46
11. "Ripe (With Decay)" – 06:34

Wydanie winylowe
Wydanie winylowe jako jedyne zawiera dwa nowe utwory – "10 Miles High" i "The New Flesh", które później pojawiły się na singlach "We're in This Together" i "Into the Void". "The Day the World Went Away", "The Wretched", "Even Deeper" i "La Mer" są utworami wydłużonymi, a utwór "Ripe (With Decay)" został skrócony i zatytułowany po prostu "Ripe".
Płyta pierwsza – Strona A
1. "Somewhat Damaged" – 4:31
2. "The Day the World Went Away" – 5:01
3. "The Frail" – 1:54
4. "The Wretched" – 5:36

Płyta pierwsza – Strona B
1. "We're in This Together" – 7:17
2. "The Fragile" – 4:35
3. "Just Like You Imagined" – 3:49
4. "Even Deeper" – 6:14

Płyta druga – Strona A
1. "Pilgrimage" – 3:41
2. "No, You Don't" – 3:35
3. "La Mer" – 5:02
4. "The Great Below" – 5:17

Płyta druga – Strona B
1. "The Way Out is Through" – 4:17
2. "Into the Void" – 4:49
3. "Where is Everybody?" – 5:40
4. "The Mark Has Been Made" – 4:43

Płyta trzecia – Strona A
1. "10 Miles High" – 5:13
2. "Please" – 3:30
3. "Starfuckers, Inc." – 5:00
4. "Complication" – 2:30
5. "The New Flesh" – 3:40

Płyta trzecia – Strona B
1. "I'm Looking Forward to Joining You, Finally" – 4:20
2. "The Big Come Down" – 4:12
3. "Underneath It All" – 2:46
4. "Ripe" – 5:15

Wydanie kasetowe
Wydanie kasetowe jest identyczne jak wydanie CD, z wyjątkiem piosenki "Please", która została wydłużona i zatytułowana "Please (+appendage)".
Strona 1.A
1. "Somewhat Damaged" – 04:31
2. "The Day the World Went Away" – 04:33
3. "The Frail" – 01:54
4. "The Wretched" – 05:25
5. "We're in This Together" – 07:16
6. "The Fragile" – 04:35
7. "Just Like You Imagined" – 03:49

Strona 1.B
1. "Even Deeper" – 05:47
2. "Pilgrimage" – 03:31
3. "No, You Don't" – 03:35
4. "La Mer" – 04:37
5. "The Great Below" – 05:17

Strona 2.A
1. "The Way Out is Through" – 04:17
2. "Into the Void" – 04:49
3. "Where is Everybody?" – 05:40
4. "The Mark Has Been Made" – 05:15
5. "Please (+appendage)" – 06:19

Strona 2.B
1. "Starfuckers, Inc." – 05:00
2. "Complication" – 02:30
3. "I'm Looking Forward to Joining You, Finally" – 04:13
4. "The Big Come Down" – 04:12
5. "Underneath It All" – 02:46
6. "Ripe (With Decay)" – 06:34

## Wideografia
- "We're In This Together" – Mark Pellington, 1999
- "Into the Void" – Walter Stern, Jeff Richter, 1999
- "Starfuckers, Inc." – Robert Hales, Brian Warner, 2000

## Twórcy
- Steve Albini – inżynier
- Tom Baker – mastering
- Adrian Belew – gitara
- Heather Bennet – śpiew (w tle)(Buddha Debutante Choir)
- Paul Bradley – programowanie
- Buddha Boys Choir – chór
- Buddha Debutante Choir – chór
- Di Coleman – śpiew (w tle)
- Charlie Clouser – programowanie, syntezatory
- Melissa Daigle – śpiew (w tle)(Buddha Debutante Choir)
- Paul DeCarli – programowanie
- Jerome Dillon – perkusja
- Dr. Dre – miksowanie
- Steve Duda – programowanie, chór (Buddha Boys Choir), perkusja, skrzypce
- Eric Edmonson – chór (Buddha Boys Choir)
- Bob Ezrin – sekwencjonowanie albumu
- Mike Garson – fortepian
- Page Hamilton – giatara
- Tracy Hardin – śpiew (w tle)
- Leo Herrera – inżynier
- Keith Hillebrandt – programowanie, chór (Buddha Boys Choir), projekt dźwięku
- Cherry Holly – trąbka
- Doug Idleman – chór (Buddha Boys Choir)
- Danny Lohner – programowanie, ambiance, syntezatory, gitara
- Marcus London – chór (Buddha Boys Choir)
- Clint Mansell – chór (Buddha Boys Choir)
- Denise Milfort – śpiew (w tle)
- Judy Miller – śpiew (w tle)(Buddha Debutante Choir)
- Alan Moulder – producent, inżynier, miksowanie
- Gary I. Neal – śpiew (w tle)
- Dave Ogilvie – inżynier
- Christine Parrish – śpiew (w tle)(Buddha Debutante Choir)
- Adam Persaud – chór (Buddha Boys Choir)
- Brian Pollack – inżynier
- Martha Prevost – śpiew (w tle)
- Trent Reznor – śpiew, gitara, wiolonczela, fortepian, syntezatory, programowanie, producent
- Elquine Rice – śpiew (w tle)
- Terry Rice – śpiew (w tle)
- Bill Rieflin – perkusja
- M. Gabriela Rivas – śpiew (w tle)(Buddha Debutante Choir)
- Nick Scott – chór (Buddha Boys Choir)
- Rodney Sulton – śpiew (w tle)
- Stefani Taylor – śpiew (w tle)
- Nigel Wiesehan – chór (Buddha Boys Choir)
- Willie – wiolonczela
- Barbara Wilson – śpiew (w tle)
- Leslie Wilson – śpiew (w tle)
- Martha Wood – śpiew (w tle)(Buddha Debutante Choir)
- Fae Young – śpiew (w tle) (Buddha Debutante Choir)